# A magyar labdarúgó-válogatott mérkőzései 1995-ben
A magyar labdarúgó-válogatottnak 1995-ben nyolc találkozója volt. Ebből 3 győzelem, 1 döntetlen, 4 vereség. Az 1996-os labdarúgó-Európa-bajnokság selejtezőjében a magyar csapat a csoportjában a 4. helyen végzett, így nem jutott ki az Európa-bajnokságra.
Szövetségi kapitány:
Mészöly Kálmán

## Eb-selejtező csoport végeredménye
A 3. csoport végeredménye:
| Ország       | M | Gy | D | V | G+ | G– | Gk | P  |
| ------------ | - | -- | - | - | -- | -- | -- | -- |
| Svájc        | 8 | 5  | 2 | 1 | 15 | 7  | +8 | 17 |
| Törökország  | 8 | 4  | 3 | 1 | 16 | 8  | +8 | 15 |
| Svédország   | 8 | 2  | 3 | 3 | 9  | 10 | –1 | 9  |
| Magyarország | 8 | 2  | 2 | 4 | 7  | 13 | –6 | 8  |
| Izland       | 8 | 1  | 2 | 5 | 3  | 12 | –9 | 5  |

## Eredmények
693. mérkőzés
| 1995. március 8. |

| Magyarország                                                | 3–1             | Lettország                                                                      |
| ----------------------------------------------------------- | --------------- | ------------------------------------------------------------------------------- |
| Hamar 46' 53' Csertői 65' Lipcsei 17' Urbán 43' Mracskó 68' | (0–0) Részletek | Zemlinskis 69' (11-esből) Sprogis 11' Lobanevs 27' Zemlinskis 41' Mikutskis 76' |

| Fáy utca, Budapest Nézőszám: 6 000 Játékvezető: Radislav Rabrenović (YUG) |

694. mérkőzés – Eb-selejtező
| 1995. március 29. |

| Magyarország                                          | 2–2             | Svájc                     |
| ----------------------------------------------------- | --------------- | ------------------------- |
| Kiprich 50' Illés 72' Mracskó 30' Kozma 79' Petry 80' | (0–0) Részletek | Subiat 73' 85' Subiat 80' |

| Népstadion, Budapest Nézőszám: 13 000 Játékvezető: Alfred Wieser (AUT) |

695. mérkőzés – Eb-selejtező
| 1995. április 26. |

| Magyarország                              | 1–0             | Svédország                          |
| ----------------------------------------- | --------------- | ----------------------------------- |
| Halmai 2' Vincze 39' Urbán 78' Sallói 89' | (1–0) Részletek | Mild 16' K. Andersson 35' Ljung 88' |

| Népstadion, Budapest Nézőszám: 8 000 Játékvezető: Antonio López Nieto (ESP) |

696. mérkőzés – Eb-selejtező
| 1995. június 11. |

| Izland                                                     | 2–1             | Magyarország                                  |
| ---------------------------------------------------------- | --------------- | --------------------------------------------- |
| Bergsson 62' Si. Jónsson 68' Gudjohnsen 49' K. Jónsson 54' | (0–1) Részletek | Vincze 20' Mracskó 30' Halmai 35' Csertői 50' |

| Reykjavík Nézőszám: 4 500 Játékvezető: Alain Sars (FRA) |

697. mérkőzés
| 1995. augusztus 16. |

| Magyarország            | 0–2             | Izrael                                                                 |
| ----------------------- | --------------- | ---------------------------------------------------------------------- |
| Lipcsei 46' Kiprich 57' | (0–1) Részletek | Revivo 19' Mizrahi 51' Revivo 21' Hazan 44' Ginzburg 69' Glam 40′, 84′ |

| Siófok Nézőszám: 10 000 Játékvezető: Adrian Porumboiu (ROM) |

698. mérkőzés – Eb-selejtező
| 1995. szeptember 6. |

| Törökország                     | 2–0             | Magyarország            |
| ------------------------------- | --------------- | ----------------------- |
| Hakan 9' 31' Hakan 31' Hami 50' | (2–0) Részletek | Mészöly 20' Kiprich 73' |

| Isztambul Nézőszám: 50 000 Játékvezető: Václav Krondl, majd a 61. perctől Jiří Ulrich (CZE) |

699. mérkőzés – Eb-selejtező
| 1995. október 11. |

| Svájc                                                       | 3–0             | Magyarország         |
| ----------------------------------------------------------- | --------------- | -------------------- |
| Türkyilmaz 23' Sforza 56' Ohrel 89' Hottiger 32' Sforza 59' | (1–0) Részletek | Lipcsei 8' Simon 21' |

| Zürich Nézőszám: 20 000 Játékvezető: Charles Agius (MLT) |

700. mérkőzés – Eb-selejtező
| 1995. november 11. |

| Magyarország                    | 1–0             | Izland                                          |
| ------------------------------- | --------------- | ----------------------------------------------- |
| Illés 55' Szlezák 60' Illés 77' | (0–0) Részletek | R. Kristinsson 40' Örlygsson 45' Stefansson 90' |

| Fáy utca, Budapest Nézőszám: 3 000 Játékvezető: Giorgos Bikas (GRE) |

## Külső hivatkozások
- A magyar válogatott összes mérkőzése (magyarul)
- A magyar válogatott a soccerbase-en (angolul)
- A magyar válogatott mérkőzései (1995)

## Lásd még
- A magyar labdarúgó-válogatott mérkőzései (1990–1999)
- A magyar labdarúgó-válogatott mérkőzései országonként